# Ciobotari, Kotelva
Ciobotari (în ucraineană Чоботарі) este un sat în comuna Mîloradove din raionul Kotelva, regiunea Poltava, Ucraina.

## Demografie
Componența lingvistică a localității Ciobotari
     Ucraineană (100%)
Conform recensământului din 2001, toată populația localității Ciobotari era vorbitoare de ucraineană (100%).